# Пам'ятник Митрополитові Василю (Липківському) в США
Пам'ятник Митрополитові Василю (Липківському) в США — встановлений і освячений 23 жовтня 1983 в Українському пантеоні у Саут-Баунд-Бруці, США. Скульптор і архітектор — Петро Капшученко, автор ідеї та активний учасник справи побудови пам'ятника — Петро Матула.

## Митрополит Василь (Липківський)
Митрополит Василь (Липківський) (в миру: Василь Костянтинович Липківський; *20 березня 1864, Попудня — † 27 листопада 1937, Київ)  — український релігійний діяч, церковний реформатор, проповідник, педагог, публіцист, письменник і перекладач, борець за автокефалію українського православ'я, творець та перший митрополит Київський і всієї України відродженої у 1921 році Української автокефальної православної церкви. У 1919—1927 рр. — останній настоятель та доглядач Софії Київської.
За час свого митрополичого служіння доклав надзвичайних зусиль до розбудови української православної церкви та спромігся перетворити її на впливовий фактор життя тогочасного українського суспільства. Відвідав з особистими візитами понад 400 парафій, де зустрічався з вірними УАПЦ та проповідував. Здійснив численні переклади на українську мову богослужбової та релігійної літератури. Є автором «Історії Української церкви».
У віці 73 років розстріляний за вироком «трійки» НКВД. Точне місце поховання невідоме (на Лук'янівському цвинтарі в Києві встановлено символічний пам'ятний хрест). 1989 року реабілітований «за відсутністю складу злочину». Духовенством та прихожанами сучасної УАПЦ Василь (Липківський) шанується як святий.

## Постамент

### Тексти
На постаменті пам'ятника вибиті дві цитати з проповідей Митрополита Василя (Липківського) і слово від народу: Спереду:
|  | Тепер вже ми маємо свою рідну Матір - свою Церкву святу українську, яка звертається до вас із словом Христовим нашою рідною мовою. |

На задній площині:
|  | Ні, не померли для нас ті наші попередники, що свої білі кості за краще життя України склали в високих могилах. Іх душі, їх вічно живі, рідні нам душі, єднаються з нами, підбадьорюють в нас силу, підтримують надію, накладають на нас певні завдання й обов'язки до нашої Матері. |

На задній нижній площині, слово від українського народу:
|  | З глибокої пошани до Митрополита Василя Липківського і його побратимів у боротьбі за відродження УАПЦ, українці на всіх континентах сущі, спорудили цей пам'ятник Р.Б. 1983. |

### Рельєфи
До постаменту прикріплені бронзові рельєфи двох історичних соборів:
- на лівому боці постаменту — Миколаївського собору де 22 травня 1919 Митрополит Василь Липківський відправив службу Божу українською мовою вперше за 250 років;
- на правому боці постаменту — св. Софії Київської де 23 жовтня 1921 відродилася Українська автокефальна православна церква на чолі з Митрополитом Василем Липківським.

## Історія створення пам'ятника
Ідея побудови пам'ятника митрополитові Липківському виникла у 1974 році, але як ідея «скромного пам'ятника на символічній могилі, поставленого приватними зусиллями однодумців». Згодом, зважаючи на численність і згуртованість української діаспори в Америці, до цієї шляхетної справи було залучено Об'єднання демократичної української молоді (ОДУМ).

11 грудня 1975 року газета «Свобода» надрукувала звіт про 23-й з'їзд ОДУМ, що відбувся 28—30 листопада у м. Детройт. У цьому звіті є, зокрема, такі рядки: 
|  | Учасники з'їзду мали нагоду вислухати виступ одного зі своїх колег Петра Матули з Вашінгтону, який представив ідею побудови пам'ятника в українському пантеоні — Осередку УПЦ в ЗСА в Баунд Бруку, світлої пам'яті митрополитові В. Липківському. Його постать для нас, українців, залишилася символом не лише боротьби, але й збереження української національної субстанції. |

25 січня 1976 року ОДУМ призначив Діловий комітет пам'ятника у складі: Юрій Криволап, Олексій Шевченко, Іван Павленко, Михайло Смик, Микола Дзябенко, Петро Матула та Анатолій Лисий як голова ОДУМу — автоматичний член.
Листом за 16 лютого 1976 року ОДУМ повідомив митрополита Мстислава про постанову ОДУМу побудувати пам'ятник митрополиту Василеві Липківському та просив митрополита Мстислава прийняти представників одумівського Комітету пам'ятника, «щоби дістати Вашої цінної поради та батьківського благословення для ОДУМу в почині цієї великої і важливої акції».
Ця зустріч відбулася 30 жовтня 1976 року. Митрополит Мстислав підтримав ідею створення пам'ятника, благословив цю акцію, узгодив попередньо місце його встановлення і згодився бути головою майбутнього Почесного комітету пам'ятника.
Комітет запропоновував таких скульпторів: Л. Молодожанин (автор пам'ятника Т. Шевченкові у Вашингтоні), М. Голодик (автор пам'ятників на цвинтарі біля церкви у Баунд Бруці) та А. Дараган (автор пам'ятника Т. Шевченкові у Вінніпегу). Лише останній радо запропонував свої послуги і працював над проєктом два з половиною роки. 6 вересня 1980 року він представив комітету свій проєкт пам'ятника у вигляді простого прямокутного обеліска, фотографію якого було опубліковано у виданнях «Православного Слова».
Проект отримав досить сувору критику. Було вирішено заангажувати до праці нового скульптора — Петра Капшученка з Філадельфії. Після перемовин у березні 1981 року він погодився на запропоновану роботу і вже 30 квітня 1981 року представив у комітет перші десять невеликих макетів «фігури для пам'ятника». Оцінка їх комітетом та митрополитом Мстиславом через клопоти, пов'язані з освяченням землі під пам'ятник (3 травня 1981 року), та деякі інші причини відбулася лише 26 вересня 1981 року. П. Капшученкові були зроблені певні зауваження й вибрано фігуру, над якою треба було працювати далі.
Значний вплив на форму пам'ятника справила позиція отця Петра Маєвського. Свою думку щодо того, яким має бути пам'ятник митрополиту Липківському, о. Петро Маєвський висловив у листі до комітету:
|  | Митрополит Василь заслуговує не нагробник, а пам'ятник, що гармоніював би з величавою церквою-пам’ятником, а не наводив би на неї смуток і безсилля. Митрополит Василь — це немов український пророк Мойсей, що став впереді, щоб вивести український народ з московського дому неволі. Невже немає натхненного архітектора-скульптора, що міг би вкласти велич духа й чину митрополита у пам'ятник, перед яким кожен, навіть малосвідомий українець, відчув би величність особи, що їй присвячений пам'ятник, відчув би таємну силу в собі йти слідами великого борця — мученика — митрополита Василя?!... ... величавий, немов живий, пам'ятник належить митрополитові, а не скромний сумний нагробник...Прошу ласкаво Комітет взяти до пильної уваги ідею Пам'ятника й поставити його таким, що кликав би нас усіх — «Вперед до здобуття повної волі». |

2 квітня 1982 року, відбулося ще одне засідання комітету разом із митрополитом Мстиславом — і знову з побажаннями врахувати ще деякі зауваження. 7 жовтня 1982 року було розглянуто останній варіант: велику (заввишки 24 дюйми) скульптуру митрополита Липківського. Хоча до скульптора й залишалися питання, було вирішено зупинитися на цьому варіанті.

Для втілення ідеї в життя потрібні були значні кошти. З метою інформування й залучення потенційних жертводавців велась активна просвітницька робота — друкувалися статті й повідомлення, робилися відповідні виступи на різноманітних форумах. Суттєво допомагало коло людей, що не були членами комітету, а свідомо об'єдналися цією шляхетною справою, — допомагали збирати гроші на пам'ятник, листами і через пресу заохочували Комітет пам'ятника до праці, переживали за успіх. Гроші вносили не тільки вірні Української Православної церкви. Так, значний внесок зробив першоієрарх УКЦ Патріарх Йосип Сліпий, який надіслав комітету теплого листа зі словами:
…Радію з глибини душі, що великий митрополит мученик і ісповідник Василь матиме на вільній землі свій пам'ятник для свідчення і науки перед своїми духовними дітьми і чужинцями у свобідному світі про нашу неволю, страждання і змагання за Христову правду на сході Європи…
Дякуючи чотирьом тисячам жертводавців із США, Канади, Австралії та Німеччини, які зібрали загалом понад 170 000 дол., ОДУМ у співпраці з проводом УПЦ в США зміг поставити пам'ятник митрополитові Липківському.
Встановлення пам'ятника успішно здійснив інженер Володимир Безсонів.
22 — 23 жовтня 1983 року в Українському пантеоні у Саут-Баунд-Бруці відбулося «всенаціональне свято відкриття й посвячення пам'ятника національному героєві Василеві (Липківському), митрополиту Київському і всієї України».

Увечері 22 жовтня у просторій залі Дому української культури було велике урочисте прийняття, з офіційною частиною та багатою мистецькою частиною, і бенкет за участю 400 гостей і представників українських церковних, світських і громадських установ, включно з організаціями молоді. На другий день відбулося посвячення пам'ятника.
В неділю, 23 жовтня 1983 року, в православному Центрі Саут-Баунд-Брук поруч церкви-пам'ятника св. Андрія Первозванного відбулося урочисте відкриття і посвячення пам'ятника великому митрополитові Василеві Липківському — батькові Української Православної Церкви та великому патріоту українського народу. Зранку падав дощ, було холодно. Після відправи Святої Літургії понад 1000 громадян і Одумівців в одностроях з прапорами, у дощовиках і з парасольками, зібралося навколо пам'ятника. У великій присутності духовенства і владик, Блаженніший митрополит Мстислав завершив чин посвячення пам'ятника митр. В. Липківському — першого пам'ятника великому митрополитові у світі — у вільній державі Вашінгтона на українському клаптику землі Саут Баунд Брук… (Ол. Пошиваник, «Народна воля», 10 листопада 1983 р.)
Ініціатор і активний реалізатор шляхетної справи побудови пам'ятника митрополитові Липківському в США Петро Матула віддав їй роки свого життя, сили, знання, натхнення. До останніх років життя з будівельником комітетом пам'ятника співпрацював о. Петро Маєвський.